# Кирей Василь Тадейович
Василь Фадейович (Тадейович) Кирей (нар. 1 січня 1879, Батурин — 5 червня 1942, Прага) — український військовий діяч, генерал-хорунжий Армії Української Народної Республіки.

## Життєпис
Народився 1 січня 1879 року в місті Батурині.

### Навчання
Закінчив Оренбурзький Неплюєвський кадетський корпус, згодом Костянтинівське артилерійське училище (1901), Михайлівську артилерійську академію та Миколаївську військову академію Генерального штабу (1914) у Санкт-Петербурзі.

### Служба в Російській армії
У 1910 році — капітан у 33-й артилерійській бригаді. На фронт першої світової війни вийшов командиром батареї. У 1916 році — полковник. Нагороджений Георгіївською зброєю — за артилерійську підготовку під час Брусиловського наступу. 20 червня 1917 полковник Кирей, командувач 6-ї польової важкої артилерійської бригади, отримав звання генерал-майора за відзнаку у справах проти ворога і затверджений на займаній посаді. 7 липня 1917 року призначений в. о. інспектора артилерії 41-го армійського корпусу і за артилерійську підготовку під час липневого наступу 31 липня 1917 року нагороджений орденом Святого Георгія. 9 вересня 1917 року призначений командувачем 23-го армійського корпусу. Восени 1917 року Кирей брав активну участь в українізації корпусу, зголосився на службу до українського війська.

### На службі Україні
В українській армії від листопада 1917 року: начальник артилерії Гайдамацького коша Слобідської України. У грудні 1917 року призначений Українською Центральною Радою головнокомандувачем Українськими Збройними Силами на більшовицькому фронті. Начальник штабу оборони Києва в січні 1918 року. У період Української Держави — у складі Генштабу, член комісії з утворення військових шкіл і академій, інспектор артилерії 4-го корпусу.

### У Збройних Силах Півдня Росії
Не визнав влади Директорії Української Народної Республіки, перейшов до армії генерала Антона Денікіна, де був призначений начальником артилерійського постачання. В Добровольчій армії — референт з українських справ генерала Петра Врангеля, начальник Військово-технічного управління. Очолював місію в переговорах з делегаціями Головного Отамана Симона Петлюри та українських повстанців щодо спільних дій проти більшовицької Росії. Із залишками армії Врангеля виїхав до Туреччини.

### У Чехословаччині
З 1924 року перебував у Чехо-Словаччині, де очолив 11-ту артбригаду інтернованих частин Добровольчої армії. 1924-1938 — на службі в чехословацькій армії. Остання посада: під час мобілізації 1938 року — начальник 11-ї артилерійської дивізії у східній Словаччині (військовий округ Кошице). З 1 вересня 1938 року — у відставці, у зв'язку з втратою Судет і міжнародною кризою.
Помер у м. Прага (Чехія). Похований на Ольшанському цвинтарі.